# Juliette Pita
Pour les articles homonymes, voir Pita.
Juliette Pita est une artiste peintre ni-vanuatane née en 1964 sur l'île d'Erromango, au sud de l'archipel du Vanuatu. 
Elle est reconnue comme l'une des premières femmes artistes contemporaines du pays, notamment pour ses œuvres réalisées sur tapa, une fibre végétale traditionnelle.

## Biographie
Fille d'un chef coutumier, Juliette Pita quitte son île natale pour poursuivre sa scolarité à Tanna, puis à Port-Vila. Peu attirée par les études classiques, elle se tourne vers une formation artistique en dessin, sculpture et tapisserie.
Elle expose pour la première fois en 1983 et rejoint l'Association des artistes du Vanuatu en 1987. Sa carrière prend une dimension internationale à partir de 1994, lorsqu'elle expose en France, aux côtés d'Emmanuel Watt, lors des Jeux de la Francophonie.

## Œuvre
Juliette Pita travaille principalement sur tapa, une matière issue de l'écorce d'arbre, qu'elle utilise comme support pour ses peintures. Ses œuvres mêlent motifs traditionnels et expressions contemporaines, souvent centrées sur la condition féminine, la nature et la mémoire culturelle.
Elle a exposé en Australie, en Nouvelle-Calédonie et dans plusieurs centres culturels du Pacifique. En 2001, une de ses tapisseries est sélectionnée pour figurer dans le livre d'artistes Women of the World.

## Engagement culturel
Juliette Pita milite pour la reconnaissance de l'art contemporain ni-vanuatuan et la valorisation du patrimoine artistique féminin. Elle participe régulièrement à des expositions collectives et à des ateliers de transmission auprès des jeunes générations.